# Los Sauces
Los Sauces – miasto w Chile, w regionie Araukania, w prowincji Malleco.